# Parallel Dreams
Parallel Dreams es el tercer álbum de estudio de la cantante e instrumentalista canadiense Loreena McKennitt. El disco fue publicado en los tres formatos existentes (LP, CS y CD) en 1989.

## Lista de temas
Todos los temas fueron escritos por McKennitt a excepción de los que han sido descritos con la autoría de otros personajes.
- 1.- Samain Night - 4:27
- 2.- Moon Cradle - 4:29 (Padraic Colum/McKennitt)
- 3.- Huron 'Beltane' Fire Dance - 4:20
- 4.- Annachie Gordon - 8:22 (Tradicional/McKennitt)
- 5.- Standing Stones - 6:56 (Tradicional/McKennitt)
- 6.- Dickens' Dublin (The Palace) - 4:40
- 7.- Breaking The Silence - 6:23
- 8.- Ancient Pines - 3:35

## Observaciones
- Huron 'Beltane' Fire Dance se inspira, en parte, en las fiestas del pueblo hurón y las antiguas celebraciones gaélicas del día de Beltane.
- Breaking The Silence fue compuesta como un tributo a Amnistía Internacional.
- Ancient Pines fue compuesto para su utilización como tema principal en el documental Goddess Remembered de 1989.

## Personal
- Loreena McKennitt: Voces, Arpa, Teclados, Texturas sintéticas, Ukelín, Bodhrán.
- Brian Hughes: Guitarra, Bajo, Texturas sintéticas (Pistas 1, 3, 4, 5, 6 y 7)
- Oliver Schroer: Violín (Pistas 1, 3, 4, 5 y 6)
- George Koller: Chelo, Bajo (Pistas 1, 3, 4, 5, 6, 7 y 8)
- David Woodhead: Mandolina (Pistas 3, 4, 5 y 6)
- Rick Lazar: Udu, Congas (Pistas 3 y 7)
- Shelly Berger: (Pistas 3 y 7)
- Patrick Hutchinson: Uilleann Pipes (Pista 5)
- Ratesh Dasj: Tabla (Pista 5)
- Al Cross: Percusión (Pista 5)
- Jimmy-behind-the-fridge: Grillos (Pista 2)